# Sitara Achakzai
Sitara Achakzai (también transliterado Achaksai; 1956/1957-12 de abril de 2009) fue una política afgano-alemana, activista por los derechos de las mujeres y miembro del consejo provincial y parlamento regional de Kandahar asesinada por los talibanes.
Residente en Alemania desde principios de la década de 1980, en 2001 retorna con su marido a Afganistán donde inicia su labor como activista por los derechos humanos. Al igual que Malalai Kakar y Safia Amajan, Sitara Achakzai es considerada como una de las víctimas emblemáticas del terrorismo talibán que busca sacar a las mujeres del espacio público en Afganistán y Paquistán; su asesinato ocurrió en la ciudad de Kandahar a la edad de 52 años cuando cuatro hombres en motocicletas le habrían disparado frente a su casa.